# Etsuko Handa
Etsuko Handa (半田 悦子, 10 de maig de 1965) és una exfutbolista japonesa.

## Selecció del Japó
Va debutar amb la selecció del Japó el 1981. Va disputar 75 partits amb la selecció del Japó. Ha disputat Copa del Món de 1991, 1995 i Jocs Olímpics d'estiu de 1996.

## Estadístiques
| Selecció del Japó | Selecció del Japó | Selecció del Japó |
| Anys              | Partits           | Gols              |
| ----------------- | ----------------- | ----------------- |
| 1981              | 5                 | 1                 |
| 1982              | 0                 | 0                 |
| 1983              | 0                 | 0                 |
| 1984              | 3                 | 0                 |
| 1985              | 0                 | 0                 |
| 1986              | 13                | 2                 |
| 1987              | 4                 | 0                 |
| 1988              | 3                 | 1                 |
| 1989              | 9                 | 6                 |
| 1990              | 6                 | 4                 |
| 1991              | 8                 | 2                 |
| 1992              | 0                 | 0                 |
| 1993              | 5                 | 3                 |
| 1994              | 5                 | 0                 |
| 1995              | 7                 | 0                 |
| 1996              | 7                 | 0                 |
| Total             | 75                | 19                |